# Parque Memorial de la Paz de Hiroshima
El Parque Memorial de la Paz de Hiroshima (広島平和記念公園 Hiroshima Heiwa Kinen Kōen?) es un parque memorial en el centro de Hiroshima, en Japón. Está dedicado al legado de Hiroshima como la primera ciudad de todo el mundo en ser víctima de un ataque nuclear, y también está dedicado en memoria de las víctimas directas e indirectas de la bomba (se estima que fueron unas 140.000 personas). El parque es visitado por más de un millón de personas anualmente.  El Parque Memorial de la Paz de Hiroshima está realizado en memoria de las víctimas del ataque nuclear del 6 de agosto de 1945, en el cual Estados Unidos dejó caer una bomba atómica en la ciudad de Hiroshima.  El parque se planeó y diseñó por el arquitecto japonés Kenzō Tange en el Laboratorio Tange.
La ubicación del Parque Memorial fue alguna vez el distrito comercial y residencial más concurrido de la ciudad. El parque fue construido en un campo abierto generado a causa de la explosión. Hoy en día hay numerosos monumentos, museos y conferencias que atraen a millones de visitantes anualmente. Cada año, se realiza la Ceremonia Conmemorativa por la Paz en el parque, la cual es patrocinada por la misma ciudad. El propósito del Parque Memorial de la Paz no es simplemente conmemorar a las víctimas, sino también perpetuar la memoria del horror nuclear y defender la paz mundial.

## Símbolos notorios

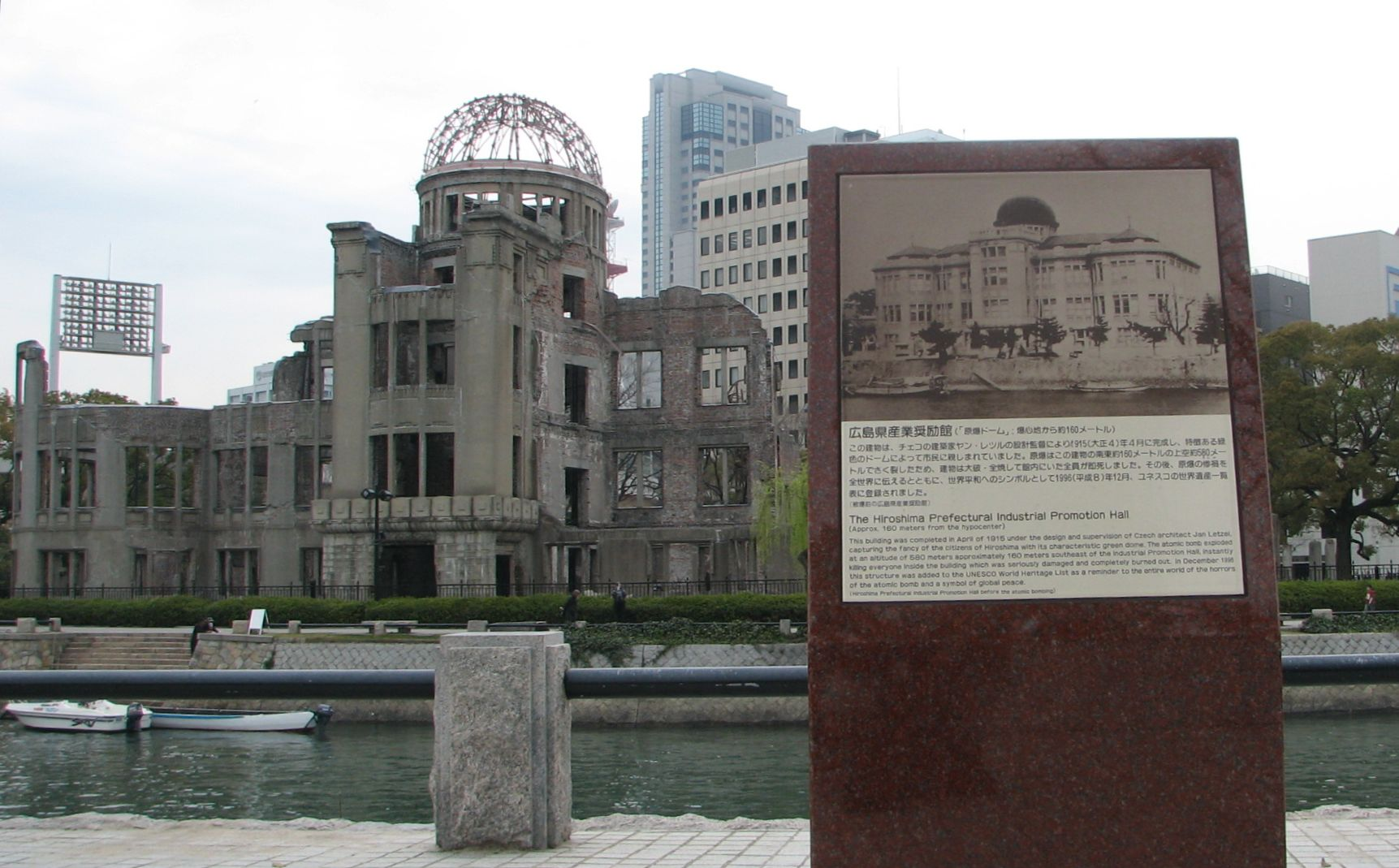
Cúpula de la Bomba Atómica

### Cúpula de la Bomba Atómica
La Cúpula de la Bomba Atómica comprende las ruinas del original Auditorio de Promoción Industrial de la Prefectura de Hiroshima. Es el edificio más cercano al hipocentro de la bomba nuclear que permaneció parcialmente en su lugar. Se dejó tal como quedó luego del bombardeo en memoria de lo ocurrido. La cúpula, a la cual se le ha atribuido cierto sentido de sagrado y trascendencia, está situada en una vista ceremonial visible desde el cenotafio central del Parque Memorial de la Paz. Es un memorial oficial designado para la herencia de catástrofe compartida entre humanidad y nación. La Cúpula de la Bomba Atómica fue añadida a la Lista de la UNESCO de Patrimonios Mundiales el 7 de diciembre de 1996. Muchos sobrevivientes de la bomba atómica y ciudadanos de Hiroshima estaban insistiendo en que el domo se registrara como Patrimonio de la Humanidad, al ser “un símbolo de terror y bombas nucleares, y el compromiso de la humanidad por la paz”. Esta petición colectiva de parte de muchos ciudadanos adquirió gran influencia cuando el gobierno japonés recomendó oficialmente la cúpula como Patrimonio Mundial al comité correspondiente en diciembre de 1995. Se colocó un marcador en la Cúpula de la Bomba Atómica el 25 de abril de 1997 por la Ciudad de Hiroshima. Se puede leer lo siguiente: 

As a historical witness that conveys the tragedy of suffering the first atomic bomb in human history and as a symbol that vows to faithfully seek the abolition of nuclear weapons and everlasting world peace, Genbaku Dome was added to the World Heritage List in accordance with the "Convention Concerning the Protection of World Cultural and Natural Heritage (World Heritage Convention)."

December 7, 1996, Hiroshima City

### Monumento a la Paz de los Niños
El Monumento a la Paz de los Niños es una estatua dedicada a la memoria de los niños que murieron a causa del bombardeo. La estatua es de una niña con los brazos extendidos y una grulla de papel plegado elevándose encima de ella. Está basado en la historia real de Sadako Sasaki (佐々木禎子 Sasaki Sadako?), una niña pequeña que murió por la radiación de la bomba. Ella es conocida por plegar más de mil grullas, en base a una leyenda japonesa. Hoy en día, gente (sobre todo niños) de todo el mundo pliega grullas y las envía a Hiroshima, donde se colocan cerca de la estatua. La misma tiene una colección repuesta continua de grullas plegadas.

### Casa de Descanso

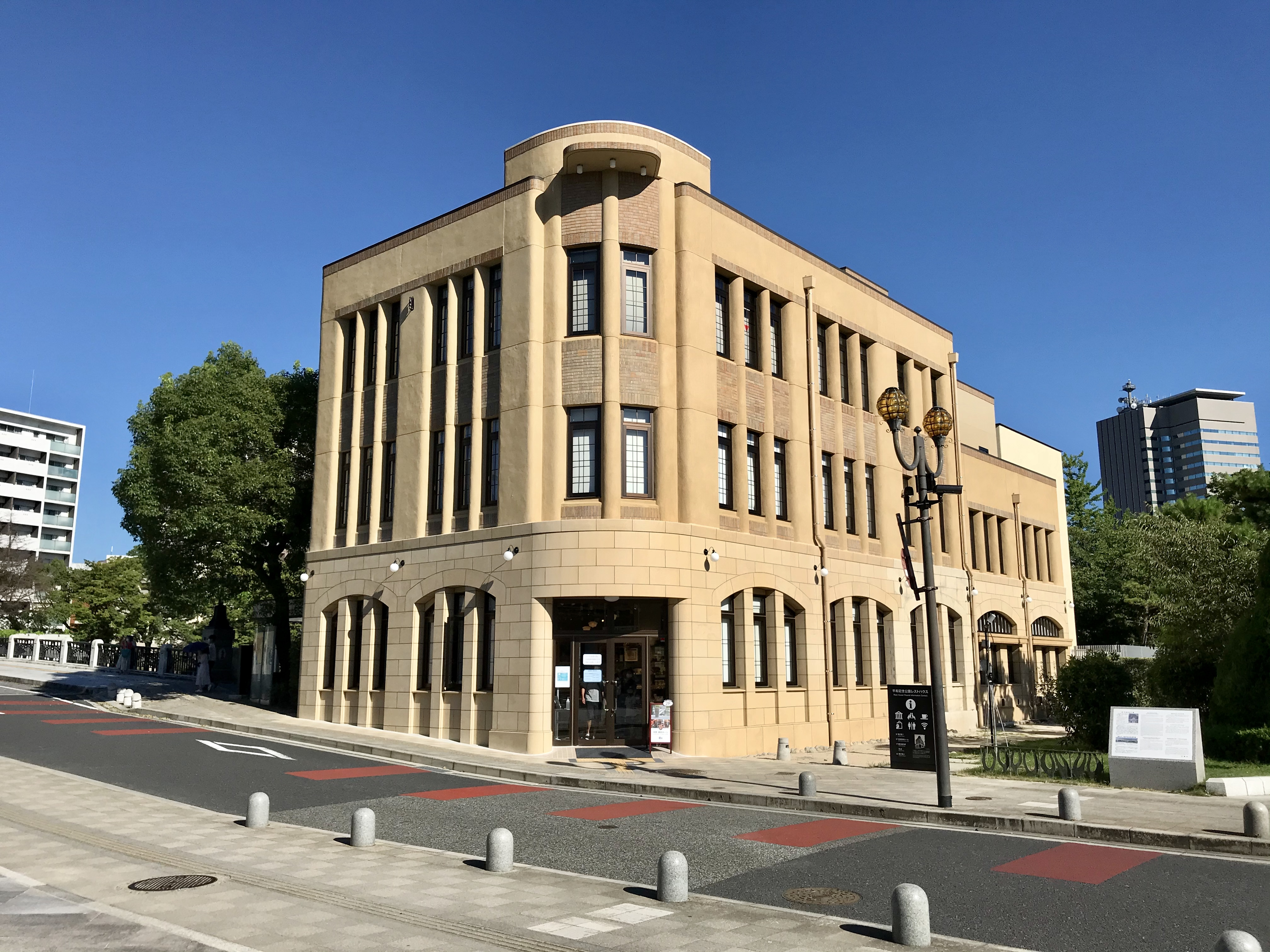
La Casa de Descanso del Parque de la Paz de Hiroshima

La Casa de Descanso del Parque de la Paz de Hiroshima es otro edificio que ha sido bombardeado atómicamente en el parque. El edificio fue construido como la Tienda Taishoya Kimono en marzo de 1929. Se usó como estación de distribución de combustible cuando en 1944 comenzó a escasear. El 6 de agosto de 1945, cuando la bomba explotó, el techo fue destruido junto con el interior, y todos los bienes consumibles se quemaron, a excepción de en el sótano. Eventualmente, 36 personas en el edificio murieron por el bombardeo; Eizo Nomura, de 47 años, sobrevivió en el sótano, el cual tenía un techo de concreto, a través del cual era difícil que penetrara la radiación. Vivió hasta los 80 años.
El original distrito Nakajima, el cual hoy en día es el Parque Memorial de la Paz, era un barrio de negocios prominente en la ciudad durante los primeros años del período Showa (1926-89) y había sido la ubicación de muchas estructuras de madera con dos plantas. Sin embargo, en 1929, la Tienda Taishoya Kimono de tres pisos fue construida, rodeada por tiendas y cines. Se decía que si ibas al techo, aguardaba una vista panorámica de la ciudad. En 1943, la Tienda Kimono cerró y, en junio del 1944, a medida que la Segunda Guerra Mundial se intensificaba y los controles económicos se volvían cada vez más estrictos, el edificio fue comprado por la Unión de la Prefectura para la Racionalización de Combustible.
A las 8:15 a. m. del 6 de agosto de 1945, la explosión de la bomba atómica unos 600 metros por arriba del hipocentro destruyó el techo de concreto del edificio. El interior también fue gravemente dañado y destruido por los incendios resultantes, y todos los que estaban adentro murieron, excepto Nomura, quien milagrosamente sobrevivió. El edificio se restauró poco después de la guerra y fue usado como el Salón de Combustible. En 1957, la Oficina de Reconstrucción del Este de Hiroshima, que se convirtió en el núcleo del programa de reconstrucción de la ciudad, se estableció allí.

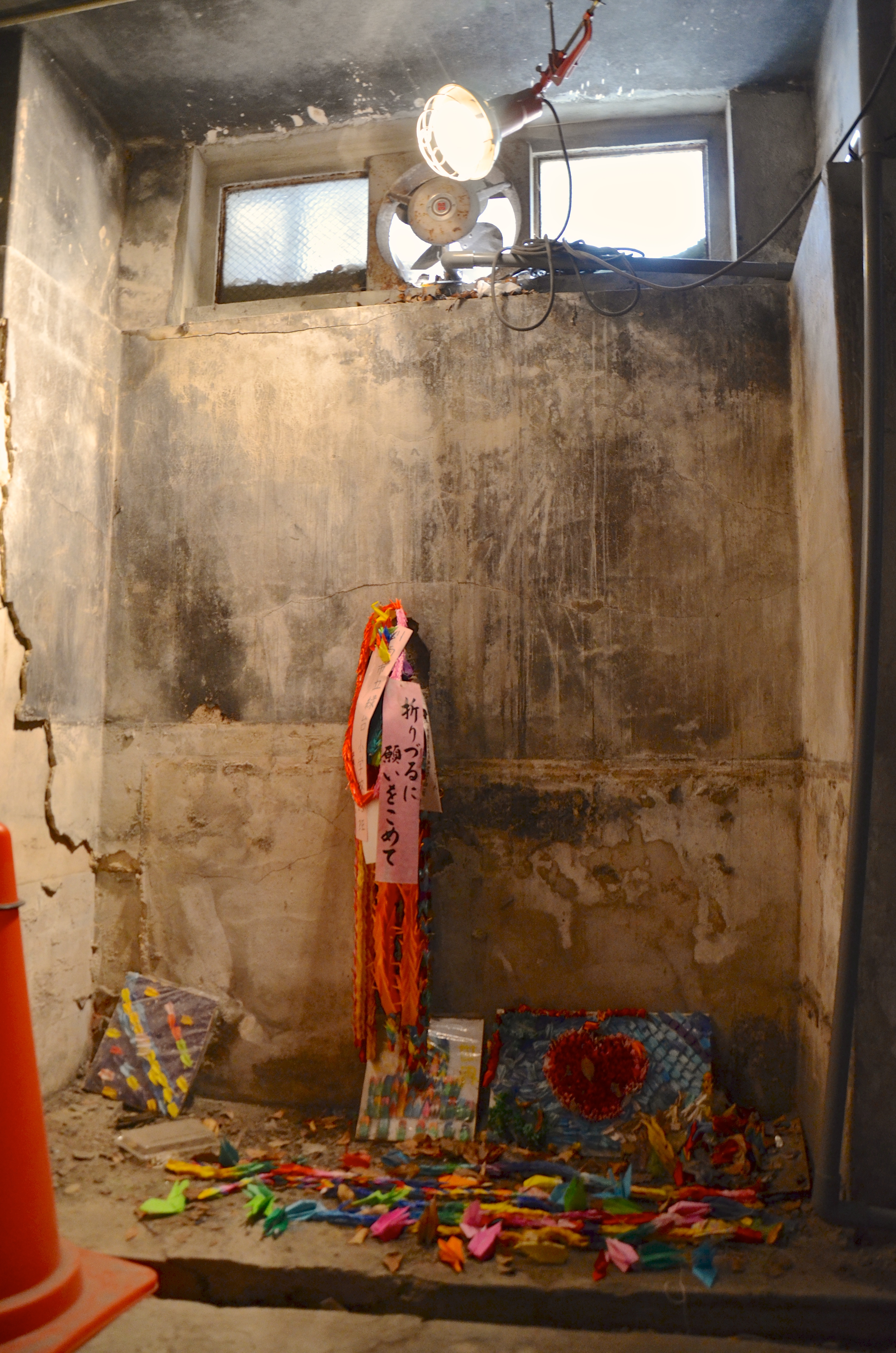
El sótano de la Casa de Descanso

En el momento del bombardeo, 37 personas trabajaban en el lugar. Todos ellos murieron, con la excepción de Eizo Nomura, quien había bajado al sótano en ese momento y sobrevivió la explosión. Nomura, en ese momento de 47 años, era un empleado en la Unión de la Prefectura para la Racionalización de Combustible. Nomura logró escapar a través de un incendio en aumento y fuerte humo. Sin embargo, luego de su salvación, tuvo que lidiar con fiebre, diarrea, sangrado de encías y otros síntomas causados por la radiación.
Aunque el edificio fue gravemente dañado, se mantuvo de pie y fue renovado poco después de la guerra, con un nuevo techo de madera. Luego de la guerra, el gobierno municipal de Hiroshima compró el edificio y estableció una oficina de recuperación de la posguerra allí. Hoy en día se usa como la Casa de Descanso en el Parque Memorial de la Paz. La Casa de Descanso ha sido varias veces objeto de debate acerca de si debería o no ser preservada. En 1995, la ciudad decidió demoler el edificio, aunque finalmente el plan se dejó de lado. Una de las razones de este cambio de idea fue por el anuncio de que la Cúpula de la Bomba Atómica fue declarada Patrimonio de la Humanidad.
En la actualidad, el primer piso de la Casa de Descanso es usado como una oficina de información al turista y como tienda de recuerdos, el segundo y tercer piso como oficinas, y el sótano es preservado casi como quedó en el bombardeo.

## Ceremonias

### Ceremonia Conmemorativa por la Paz de Hiroshima
Cada año, el 6 de agosto, el “Día de la Bomba Atómica”, la ciudad de Hiroshima realiza la Ceremonia Conmemorativa por la Paz de Hiroshima para consolar a las víctimas de las bombas atómicas y para pedir paz mundial eterna. La ceremonia se lleva a cabo a la mañana desde las 8, en frente del Cenotafio Memorial, con muchos ciudadanos, incluidos familiares de los difuntos. Durante la ceremonia, se mantiene un minuto de silencio en honor a las víctimas a las 8:15 de la mañana, el horario de la explosión de la bomba atómica.

### Ceremonia con Linternas

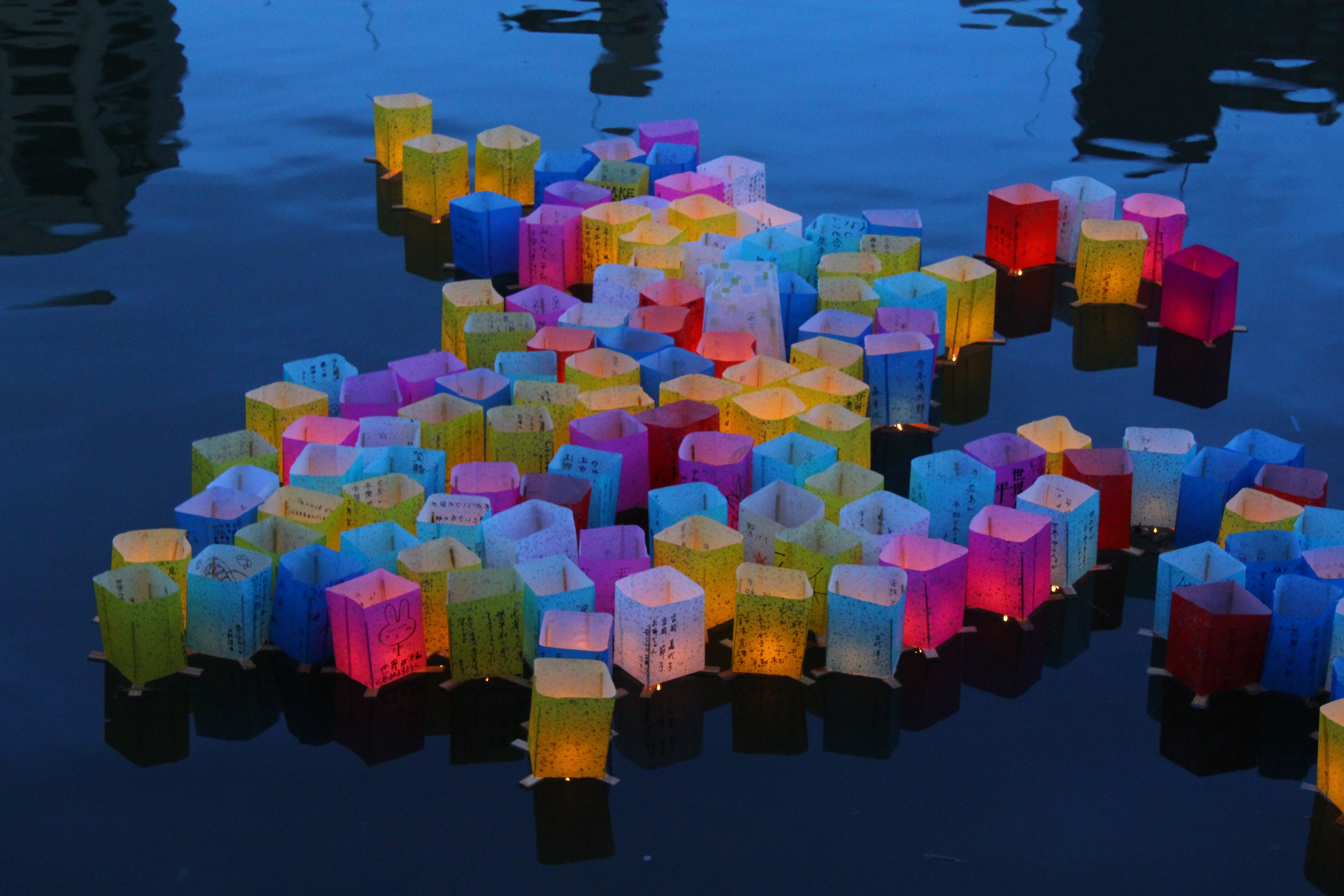
Linternas Flotantes

A la tarde del mismo día, la Ceremonia con Linternas se lleva a cabo, para despedir a los espíritus de las víctimas en linternas con mensajes de paz flotando en las aguas de Río Motoyasu.

## Museos

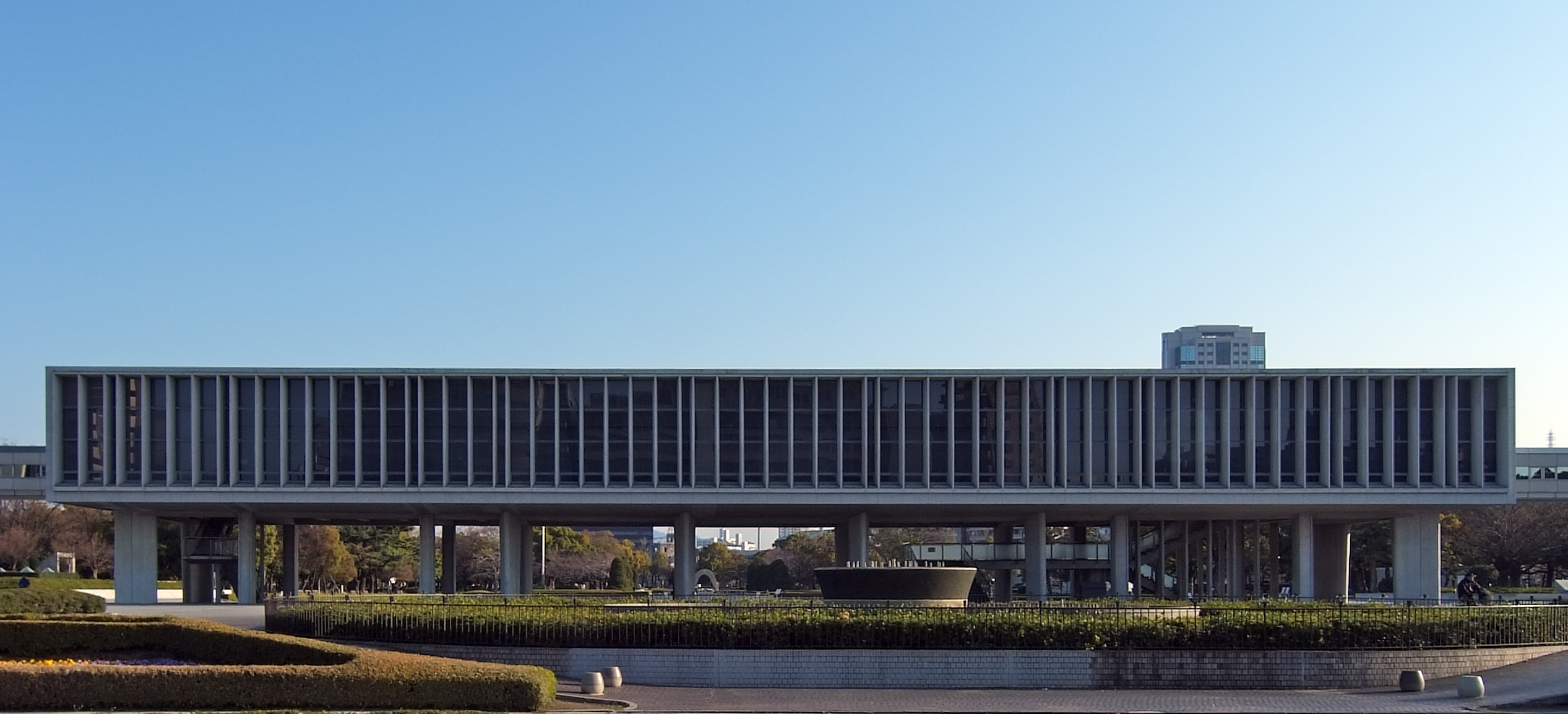
El edificio principal del Museo Memorial de la Paz de Hiroshima.

### Museo Memorial de la Paz de Hiroshima

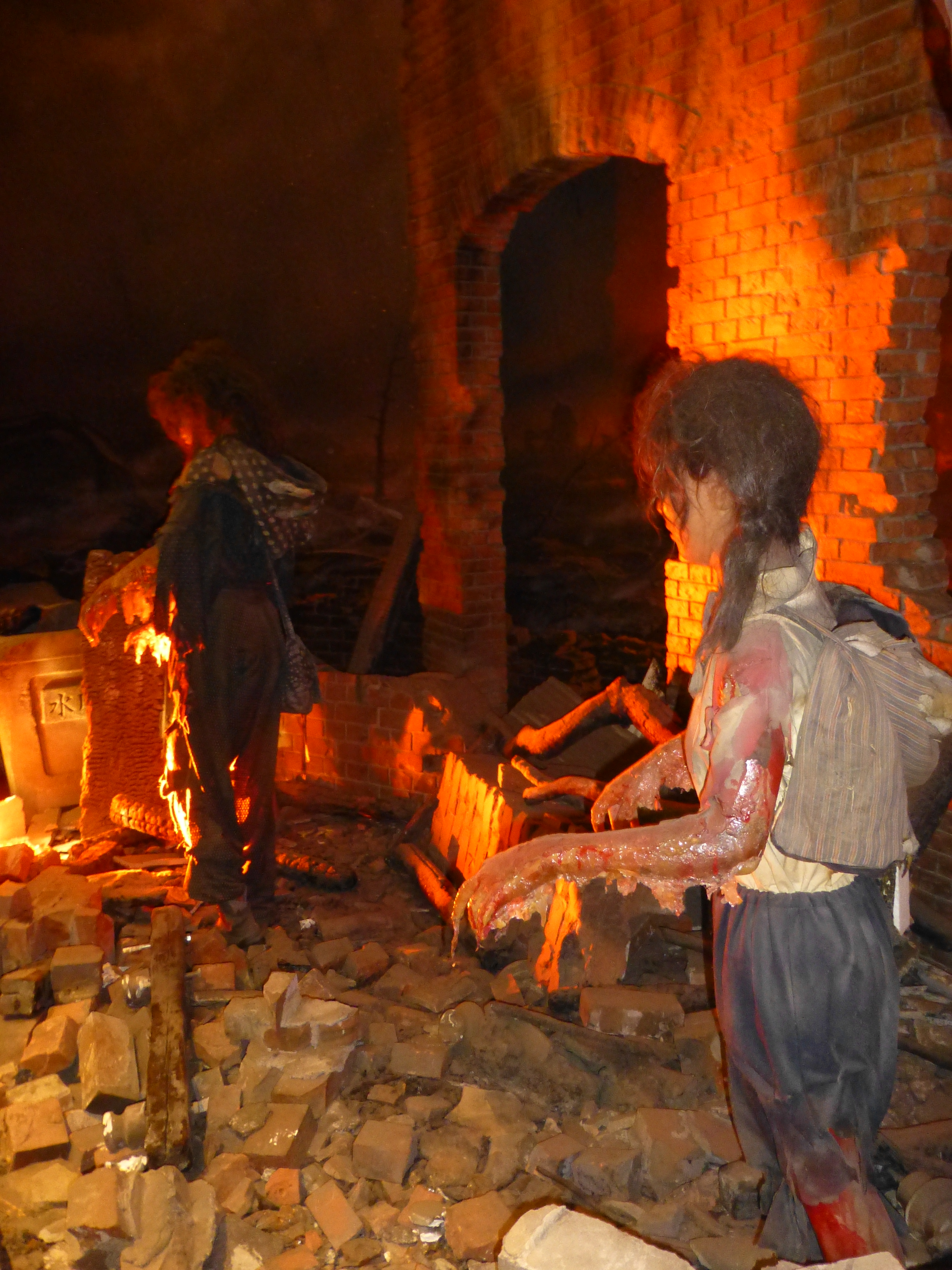
Reconstrucción del daño físico de la gente y los edificios después de la explosión de la bomba atómica estadounidense en Hiroshima (6 de agosto de 1945) en el Museo Memorial de la Paz de Hiroshima.

El Museo Memorial de la Paz de Hiroshima en el museo primario en el parque, dedicado a educar a los visitantes acerca de la bomba. El museo tiene exhibiciones e información sobre el ascenso gradual hasta la guerra, el rol de Hiroshima en la guerra hasta el bombardeo, y exhaustiva información sobre el bombardeo y sus efectos, junto con sustanciales objetos y recuerdos de los difuntos, e imágenes del bombardeo. El edificio también tiene vistas del Cenotafio Memorial, la Llama de la Paz y de la Cúpula de la Bomba Atómica.

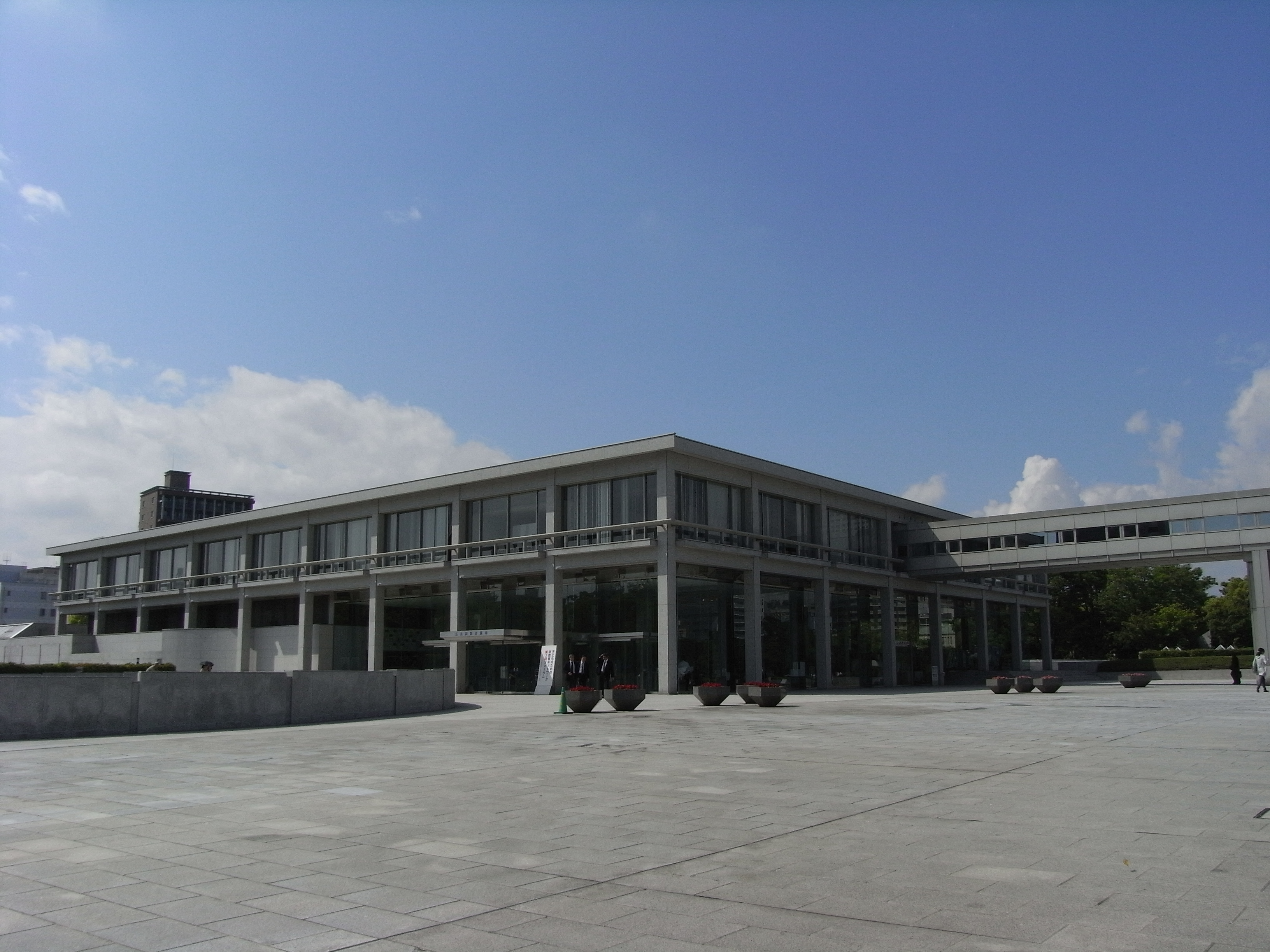
Centro de Conferencia Internacional Hiroshima

### Centro de Conferencia internacional Hiroshima
El Centro de Conferencia Internacional Hiroshima está en el Parque de la Paz, al oeste del edificio principal del Museo Memorial de la Paz de Hiroshima.

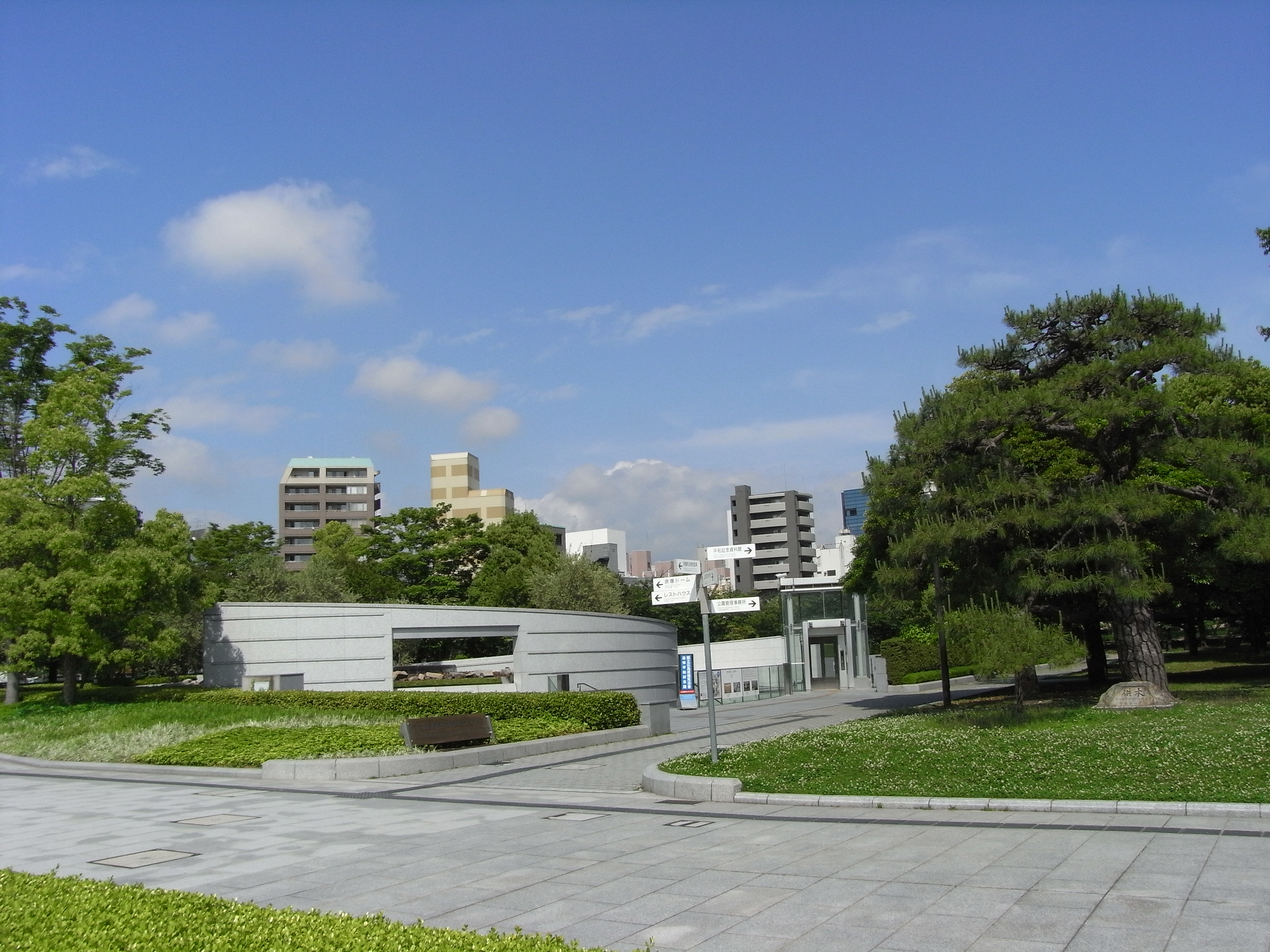
Auditorio Conmemorativo

### Hiroshima Paz Nacional Sala Conmemorativa
El Auditorio Memorial Nacional de la Paz para las Víctimas de la Bomba Atómica de Hiroshima es un esfuerzo del gobierno japonés para recordar y llorar por el sacrificio de las víctimas de la bomba atómica. Es también una expresión del deseo japonés por paz duradera y genuina. El auditorio contiene varias exposiciones. En el techo, cerca de la entrada (el museo es subterráneo) hay un reloj congelado a las 8:15, el horario en el que la bomba explotó. El museo contiene una sala de seminario, una biblioteca, un área para exhibiciones temporales y un área de información sobre las víctimas. El Auditorio Conmemorativo contiene un panorama de 360 grados de Hiroshima destruida usando 140,000 baldosas - el número de personas que se estima murieron a causa de la bomba para fines de 1945.

## Monumentos

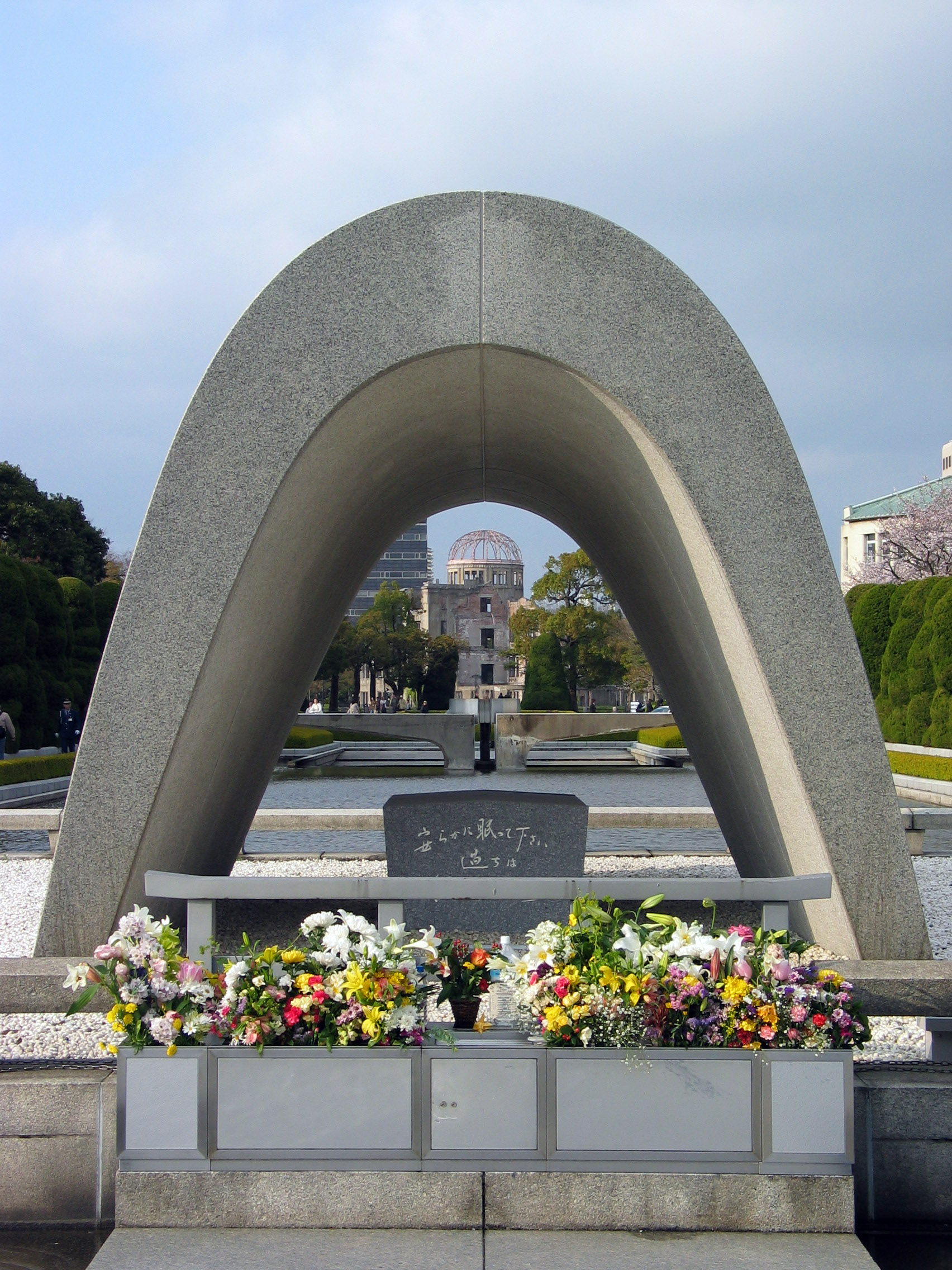
El Conmemorativo Cenotaph.

### Cenotafio Memorial
Cerca del centro del parque hay un monumento de concreto, con forma de montura, que cubre un cenotafio que lleva los nombres de todas las personas que murieron por la bomba. El monumento está alineado con la Llama de la Paz y la Cúpula de la Bomba Atómica. El Cenotafio Memorial fue uno de los primeros monumentos en homenaje construidos el 6 de agosto de 1952. El arco representa un refugio para las almas de las víctimas.
El cenotafio lleva el epitafio 安らかに眠って下さい 過ちは 繰返しませぬから, que significa “por favor descansen en paz, porque [nosotros/ellos] no repetiremos el error.” En japonés, el sujeto de la oración se omite, por lo que puede ser interpretado tanto como  "nosotros” o como “ellos”. Con esto se intentó homenajear a las víctimas de Hiroshima sin politizar el asunto, aprovechando que el lenguaje honorífico japonés recurre a ambigüedades léxicas. El epitafio fue escrito por Tadayoshi Saika, un profesor de Literatura Inglesa en la Universidad de Hiroshima. También realizó la traducción al inglés, “Let all the souls here rest in peace for we shall not repeat the evil”. El 3 de noviembre de 1983, una placa explicativa en inglés se añadió para expresar el intento del profesor Saika de que “nosotros” se refiere a “toda la humanidad”; no específicamente japoneses o estadounidenses, y de que el “error” es el “mal de la guerra”:
 

The inscription on the front panel offers a prayer for the peaceful repose of the victims and a pledge on behalf of all humanity never to repeat the evil of war. It expresses the spirit of Hiroshima — enduring grief, transcending hatred, pursuing harmony and prosperity for all, and yearning for genuine, lasting world peace.

Tal vez, como se espera, la ambigüedad de la frase tiene el potencial de ofender; algunos círculos de derecha en Japón interpretaron estas palabras como el reconocimiento de la culpa-implícitamente leyendo el epitafio como “nosotros (los japoneses) no repetiremos el error”-y critican el epitafio como una autoacusación por el imperio japonés. En julio de 2005, el cenotafio fue vandalizado por un hombre japonés afiliado a la derecha japonesa.

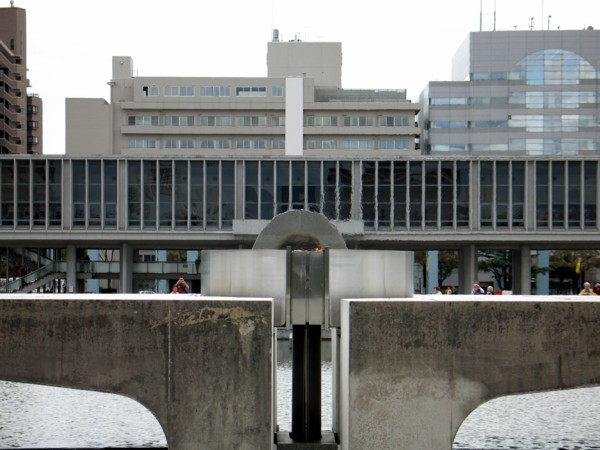
Llama de la Paz con el Museo Memorial de la Paz en el fondo.

### Llama de la Paz
La Llama de la Paz es otro monumento para las víctimas de la bomba que destruyó Hiroshima, pero tiene un propósito simbólico adicional. La llama se mantuvo encendida continuamente desde su ignición en 1964, y permanecerá encendida hasta que todas las bombas nucleares del planeta sean destruidas y el mundo esté libre de la amenaza que supone la aniquilación nuclear.

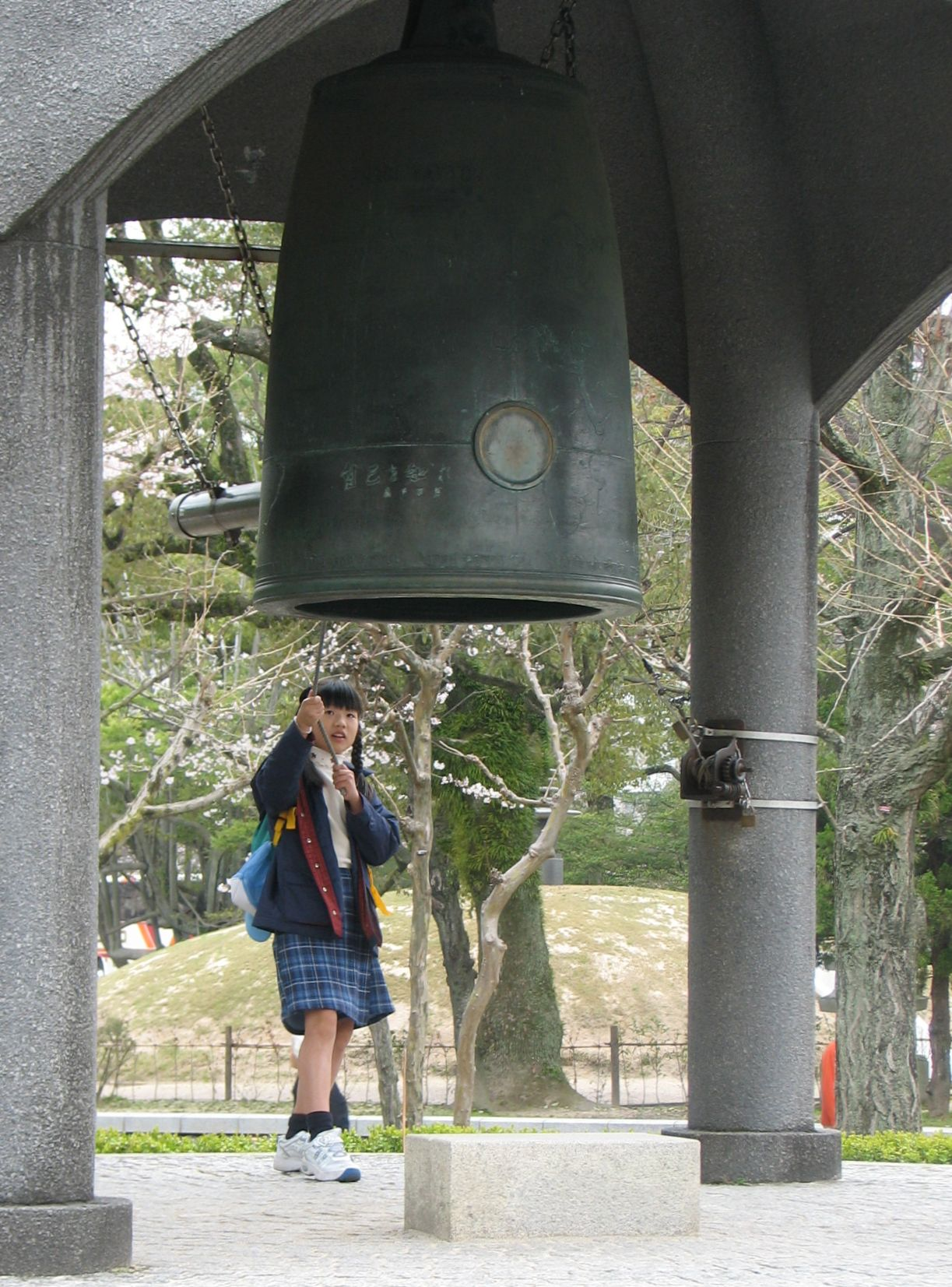
Una estudiante hace sonar la Campana de la Paz en el Parque de la Paz de Hiroshima.

### Campanas de la Paz
Hay tres Campanas de la Paz en el Parque de la Paz. La más pequeña se usa únicamente para la Ceremonia Conmemorativa por la Paz. A excepción de ese día, la campana se dispone en el edificio este del Museo Memorial de la Paz de Hiroshima. La Campana de la Paz más conocida se encuentra cerca del Monumento a la Paz de los Niños y consiste de una gran campana japonesa colgando dentro de una pequeña estructura. Los visitantes son bienvenidos a hacer sonar la campana por la paz mundial y el sonido melódico de la campana resuena regularmente por todo el parque. La Campana de la Paz fue construida al aire libre el 20 de septiembre de 1964. La superficie de la campana es un mapa del mundo, y el “punto óptimo” es un símbolo atómico, diseñado por Masahiko Katori (1899-1988), moldeado por Oigo Bell Works en Takaoka, en Toyama. Las inscripciones en la campana están en griego (γνῶθι σεαυτόν), japonés y sánscrito. Se traduce como “conócete a tí mismo.” La embajada de Grecia donó la campana al Parque de la Paz y seleccionó la línea filosófica de Sócrates más apropiada. El texto en sánscrito es una citación del “Sutra de la Vida Infinita”, el cual fue avalado por el embajador indio. El texto japonés fue proporcionado por un profesor universitario.

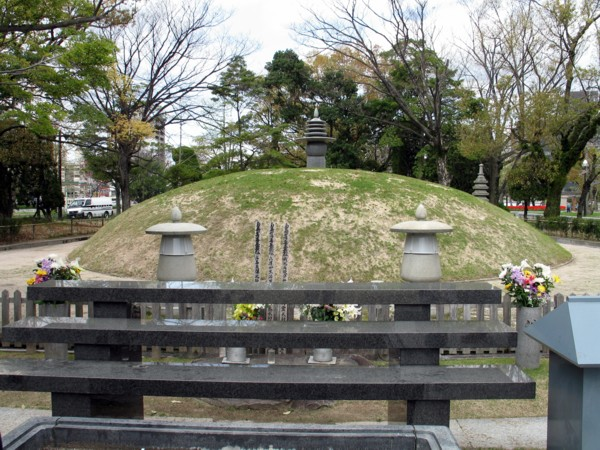
Montículo Memorial de la Bomba Atómica.

### Montículo Memorial de la Bomba Atómica.
El Montículo Memorial de la Bomba Atómica es una gran loma cubierta de pasto que contiene las cenizas cremadas de unas 70.000 víctimas de la bomba sin identificar.

### Cenotafio para las Víctimas Coreanas
Entre las 400.000 personas que murieron directa o indirectamente a causa de la bomba atómica, al menos unas 45.000 eran coreanas, pero el número es muy incierto, ya que la población se había dejado de lado como la minoría. Adicionalmente, 300.000 sobrevivientes de Hiroshima y Nagasaki volvieron a Corea luego de liberarse del colonialismo japonés. El monumento, decorado con símbolos coreanos nacionales, tiene como propósito honrar a las víctimas coreanas y a los sobrevivientes de la bomba atómica y de la ocupación japonesa. La inscripción del monumento dice “El Monumento en Memoria de las Víctimas Coreanas de la Bomba A[tómica]. En memoria de las almas de Su Majestad el Príncipe Yi Wu y otras 20.000 almas”, mientras que en el costado hay otra inscripción que dice “Almas de los muertos viajan al cielo en tortugas.”

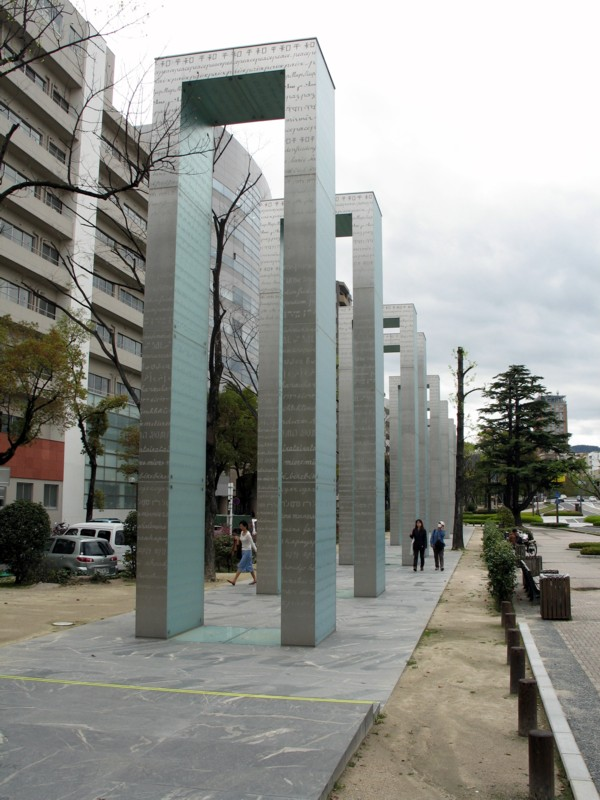
Las Puertas de la Paz

### Puertas de la Paz
Incorporadas en 2005, este monumento contiene diez puertas cubiertas con la palabra “paz” en 49 idiomas de todo el mundo. Las puertas representan los nueve círculos del infierno y uno más: “el infierno viviente de Hiroshima causado por el bombardeo atómico.” Cada puerta mide 9 metros de alto y 2,6 metros de ancho.

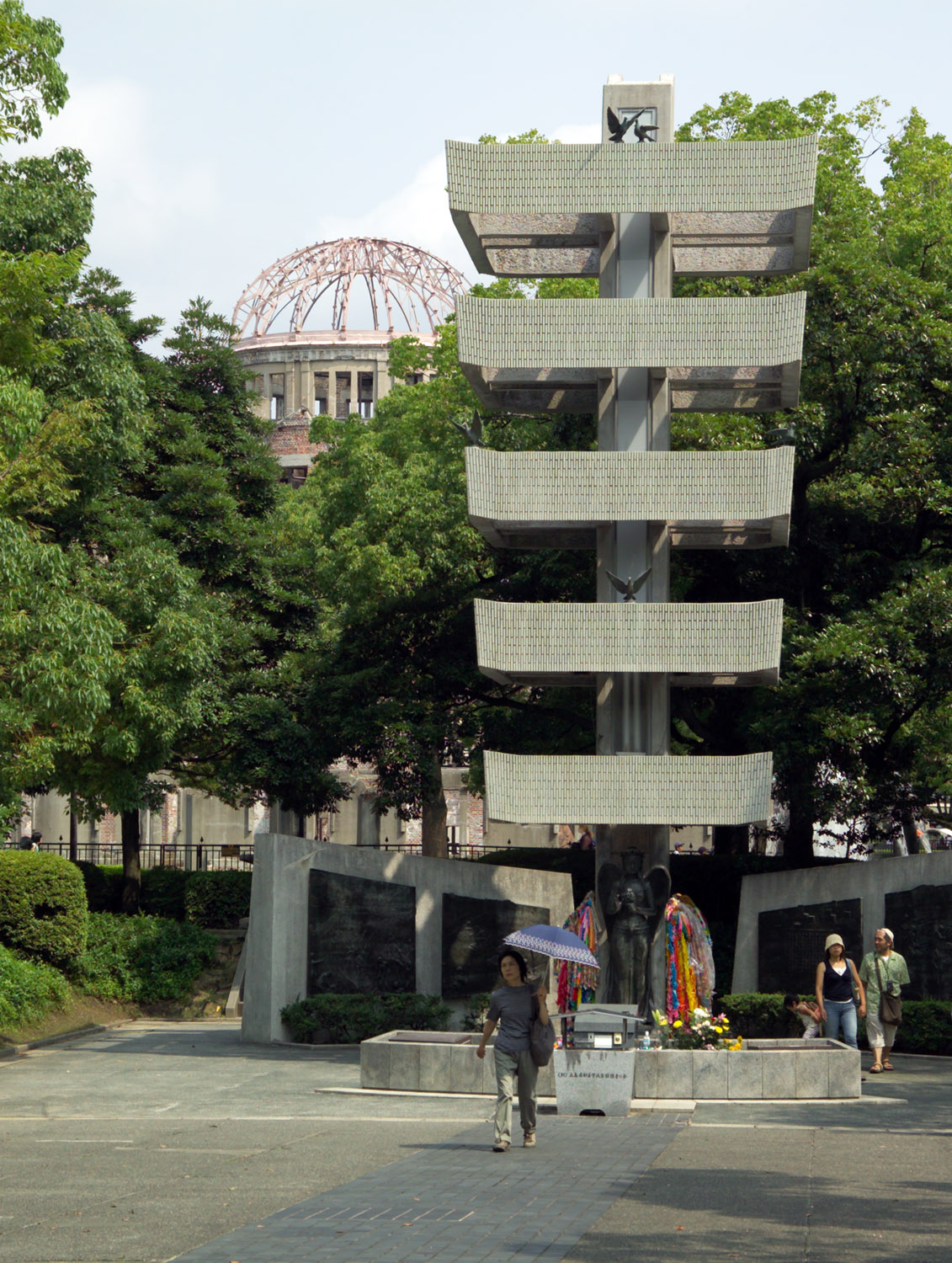
Torre Memorial por los Estudiantes Movilizados

### Torre Memorial por los Estudiantes Movilizados
La Asociación por los Estudiantes Movilizados Víctimas de la Prefectura de Hiroshima construyó esta torre en mayo de 1967 para consolar las almas de más de 10.000 estudiantes, incluyendo a aquellos que fueron víctimas de la bomba atómica, y que murieron en bombardeos durante la Guerra del Pacífico. En Hiroshima, 8,387 estudiantes se movilizaron; de ellos, 6,907 murieron en el bombardeo atómico. El monumento mide doce metros de alto, tiene cinco plantas, y está decorado con la Diosa de la Paz, como también con ocho palomas colocadas alrededor de la torre. A los costados de la misma hay placas que representan el trabajo de los estudiantes, como trabajo industrial, estudiantes mujeres cosiendo, o se ven estudiantes trabajando para aumentar la producción de comida. Hay una placa en frente de la torre la cual tiene dos botones, que narran los antecedentes del monumento en japonés o inglés.

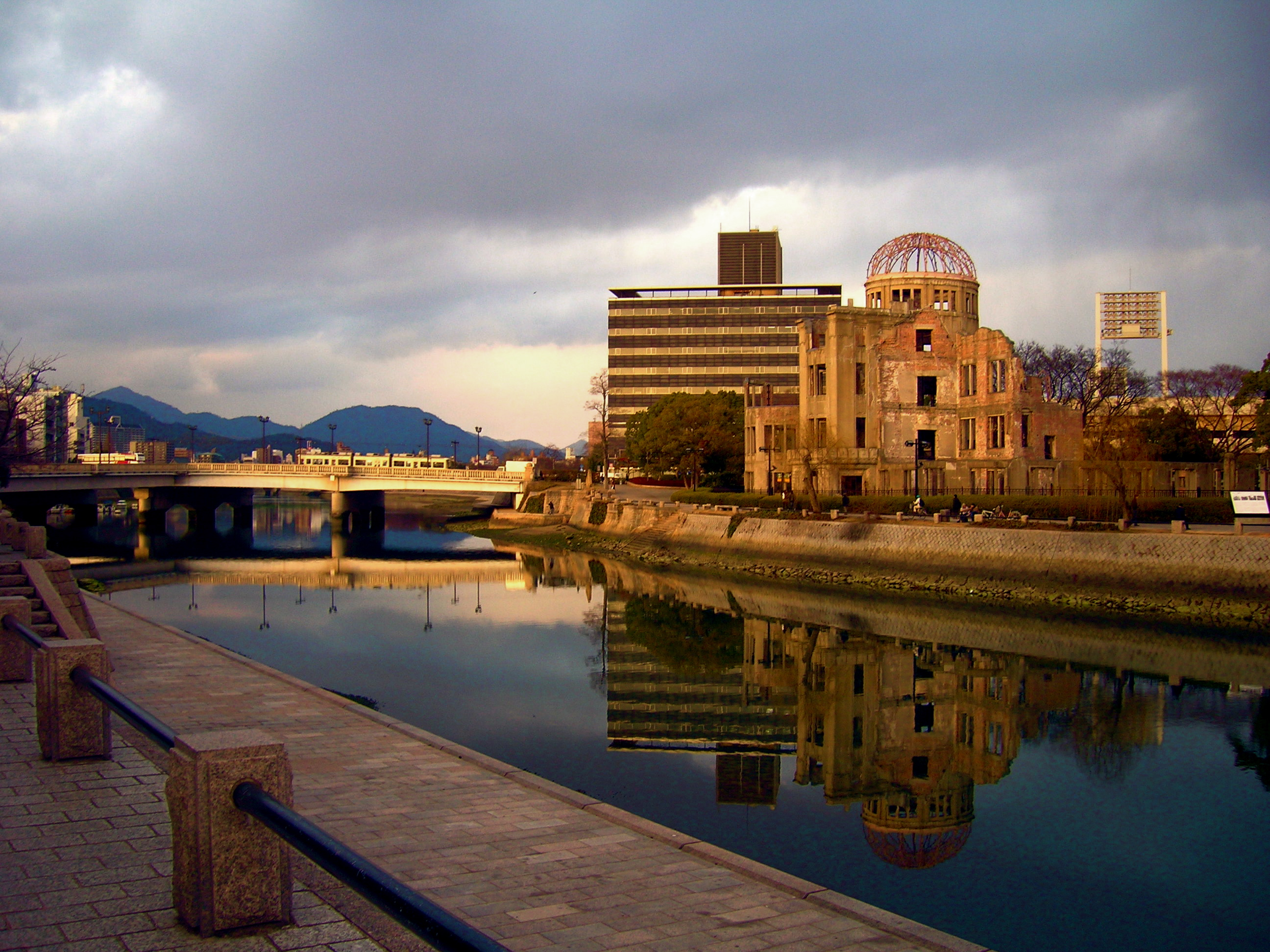
La Cúpula de la Bomba Atómica durante el atardecer

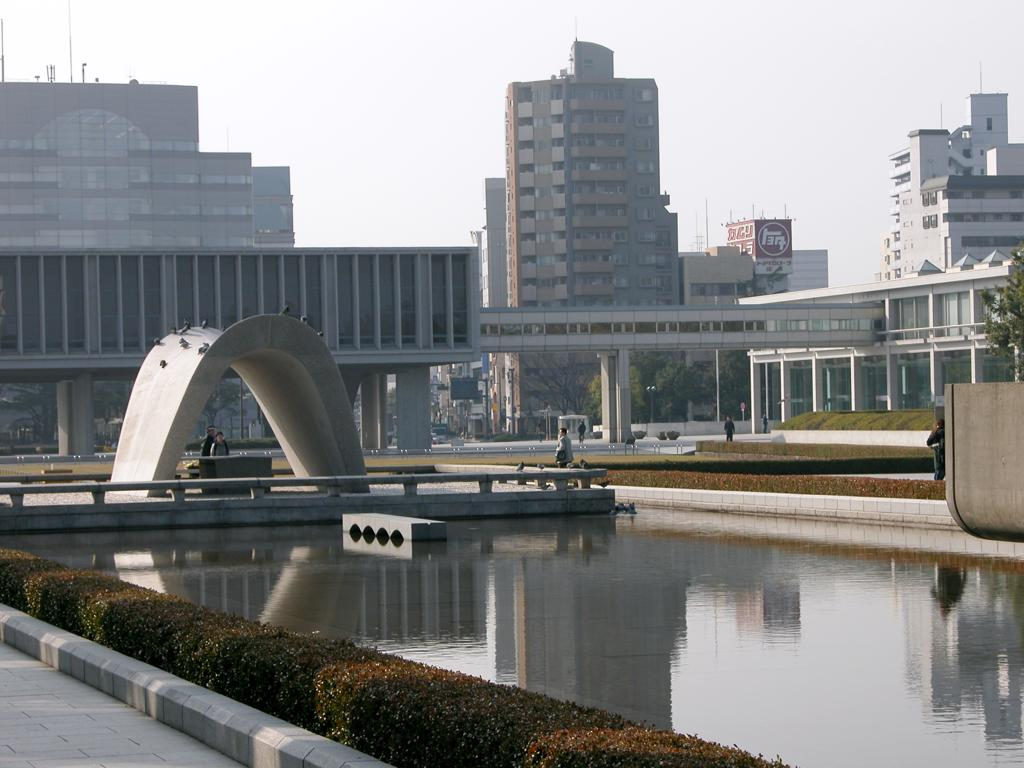
Hiroshima Pond de Paz

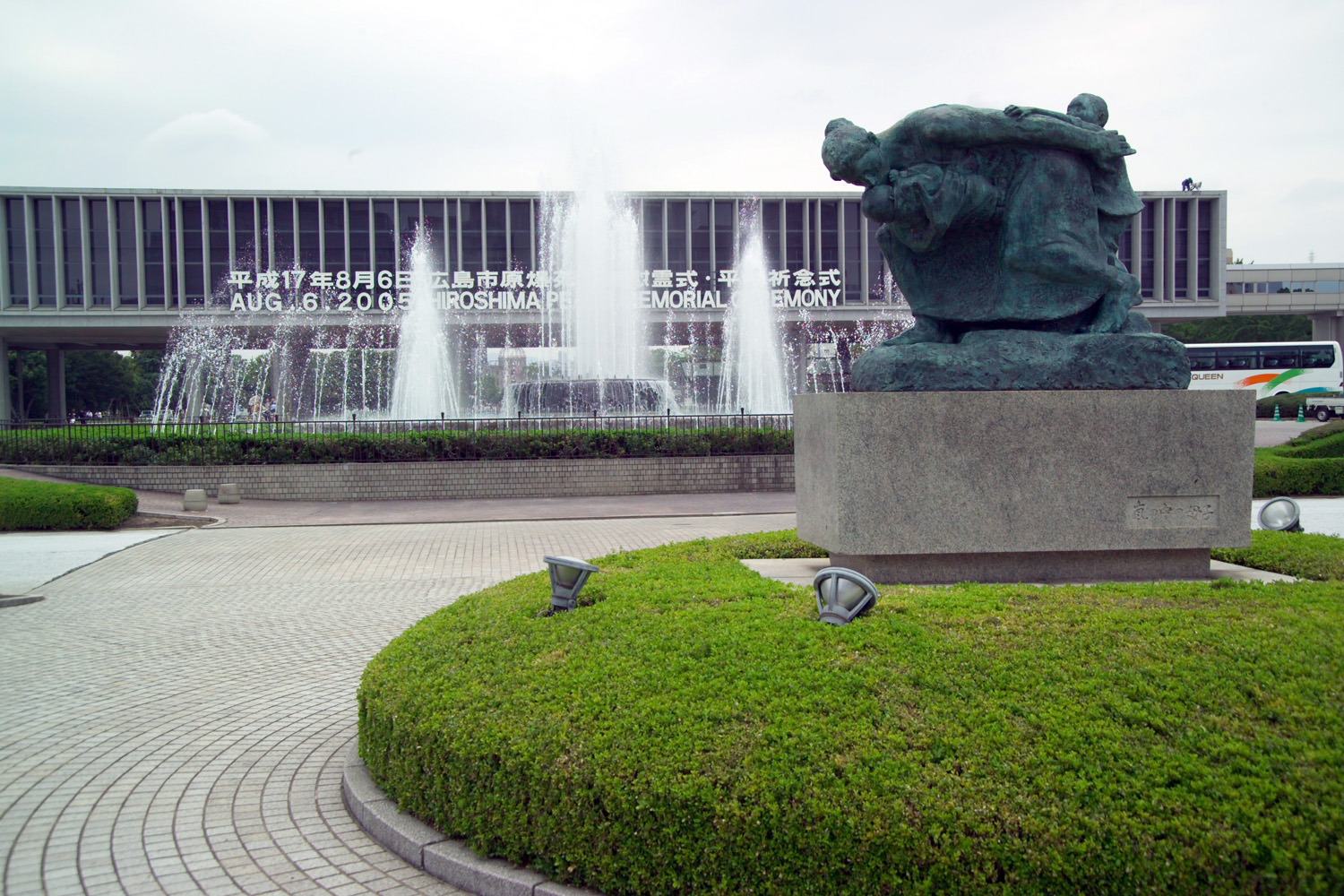
Estatua de Madre e Hijo en la Tormenta y Fuente de Oraciones

### Otros monumentos
- Estanque de la Paz - rodea el Cenotafio
- Torre de Reloj de la Paz
- Piedra Sepulcral Bombardeada - lápida del templo Jisenji - el templo solía estar ubicado donde hoy en día está la piedra
- Fuente de la Paz
- Monumento para el Anterior Puente Aioi
- Árboles Fénix Expuestos a la Bomba Atómica - también conocidos como Parasoles Chinos, estos árboles tienen profundas cicatrices de la explosión. Se movieron al Parque desde la previa Oficina de Hiroshima de Correo y Telecomunicaciones en 1973.[27]
- Monumento del Tilo
- Monumento del Cabello
- Peldaño Cero de la Ciudad de Hiroshima
- Túmulo de la Paz
- Linterna de Piedra de la Paz
- Monumento a la Amistad
- Correo Memorial de la Paz
- Torre de la Paz
- Fuente de Rezo - una pequeña fuente
- Monumento de la Oración
- Monumento de la Plegaria por la Paz
- Monumento de la Plegaria Haiku por la Paz
- Estatua de la Madre y el Niño en la Tormenta
- Estatua de Madre y Niño en la Tormenta
- Torre de Vigilancia de la Paz - indica el número de días desde la Bomba Atómica
- Estatua de la Paz “Nuevas Hojas” - tomado de las palabras del Dr.Hideki Yukawa - diseñada y esculpida por Katsuzo Entsuba
- Estatua de la Madre Piadosa
- Estatua de la Plegaria por la Paz
- La Figura de la Piadosa Diosa de la Paz (Kannon)
- Monumento de la Piadosa Kannon de los Estudiantes Movilizados
- Monumento Memorial de la Bomba Atómica de la Segunda Secundaria de Hiroshima
- Monumento Memorial de las Escuelas Comercial Municipal y de la Industria de Construcción Naval de Hiroshima
- Monumento a los Maestros y Estudiantes de Escuelas Primarias Nacionales Fallecidos por la Bomba Atómica
- Monumento de la Bomba Atómica de la Preparatoria Municipal de Mujeres de Hiroshima.
- Monumento Dedicado a Sankichi Tōge
- Monumento a Tamiki Hara
- Monumento Literario Dedicado a Miekichi Suzuki
- Monumento en Memoria del Dr.Marcel Junod
- Reloj en Conmemoración de la Repatriación de Aquellos que Deciden Volver a la República Democrática del Pueblo de Corea.
- Monumento del Área Norte Tenjin-cho Original
- Monumento del Área Sur Tenjin-cho Original
- Monumento del Previo Zaimoku-cho
- Torre Memorial de la Víctimas Relacionadas al Bombardeo Atómico
- Torre Memorial para Consolar a las Víctimas de la Bomba Atómica
- Monumento en Memoria de las Víctimas Coreanas de la Bomba Atómica
- Monumento del Cuerpo Voluntario del Ejército
- Monumento del “Zensonpo” (Unión Laboral de Seguros para Todos Japón)
- Monumento para Aquellos que Murieron de la Oficina de Servicio Público Chūgoku-Shikoku
- Monumento de la Corporación de Control Maderero del Distrito de Hiroshima
- Monumento Dedicado a los Artesanos y Obreros
- Monumento a los Empleados de la Oficina de Correo de Hiroshima
- Monumento a la Corporación de Gas de Hiroshima
- Monumento a los Empleados de la Compañía relacionada al Control de Carbón
- Monumento por las Víctimas de la Bomba Atómica de la Asociación Agricultora de Hiroshima
- Monumento al Señor Norman Cousins
- Monumento de los Prisioneros de Guerra de Estados Unidos {en las previas oficinas centrales de la Policía Militar en Chugoku}[28]

Cuando se creó el parque conmemorativo, se plantaron en él árboles traídos de otros países del mundo. Un abedul fue traído desde Stalingrado. Este árbol fue plantado por la Sociedad de Amistad URSS-Japón y recibió su propio nombre "Stalingrado - Hiroshima" como símbolo de la esperanza de que Hiroshima, destruida en 1945, será reconstruida de la misma manera que Stalingrado, destruido en 1942-1943, fue reconstruido.

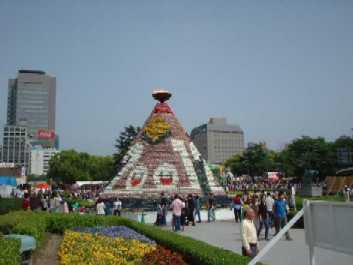
Flor del Festival de las Flores de Hiroshima

## Festivales

### Festival de las Flores de Hiroshima
El Festival de las Flores de Hiroshima se realiza desde el 3 de mayo hasta el 5, durante la Golden Week japonesa, en el Parque de la Paz y en el Boulevard de la Paz.

### Hiroshima Dreamination
El Hiroshima Dreamination se realiza en invierno.

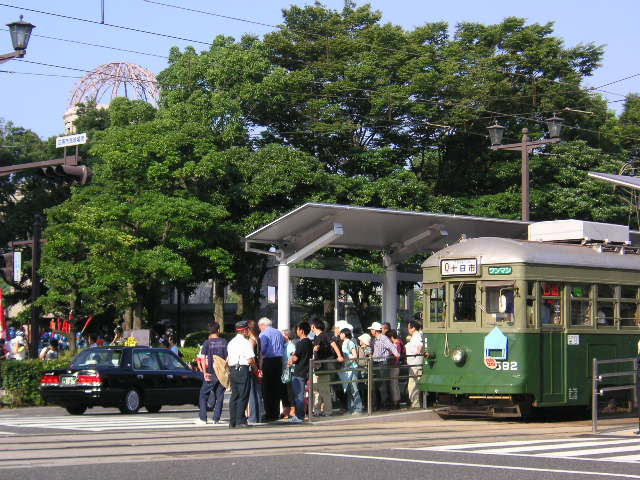
Estación Hiroden Genbaku Dome-mae

## Acceso
- Parada de autobús del Parque Memorial de la Paz de Hiroshima

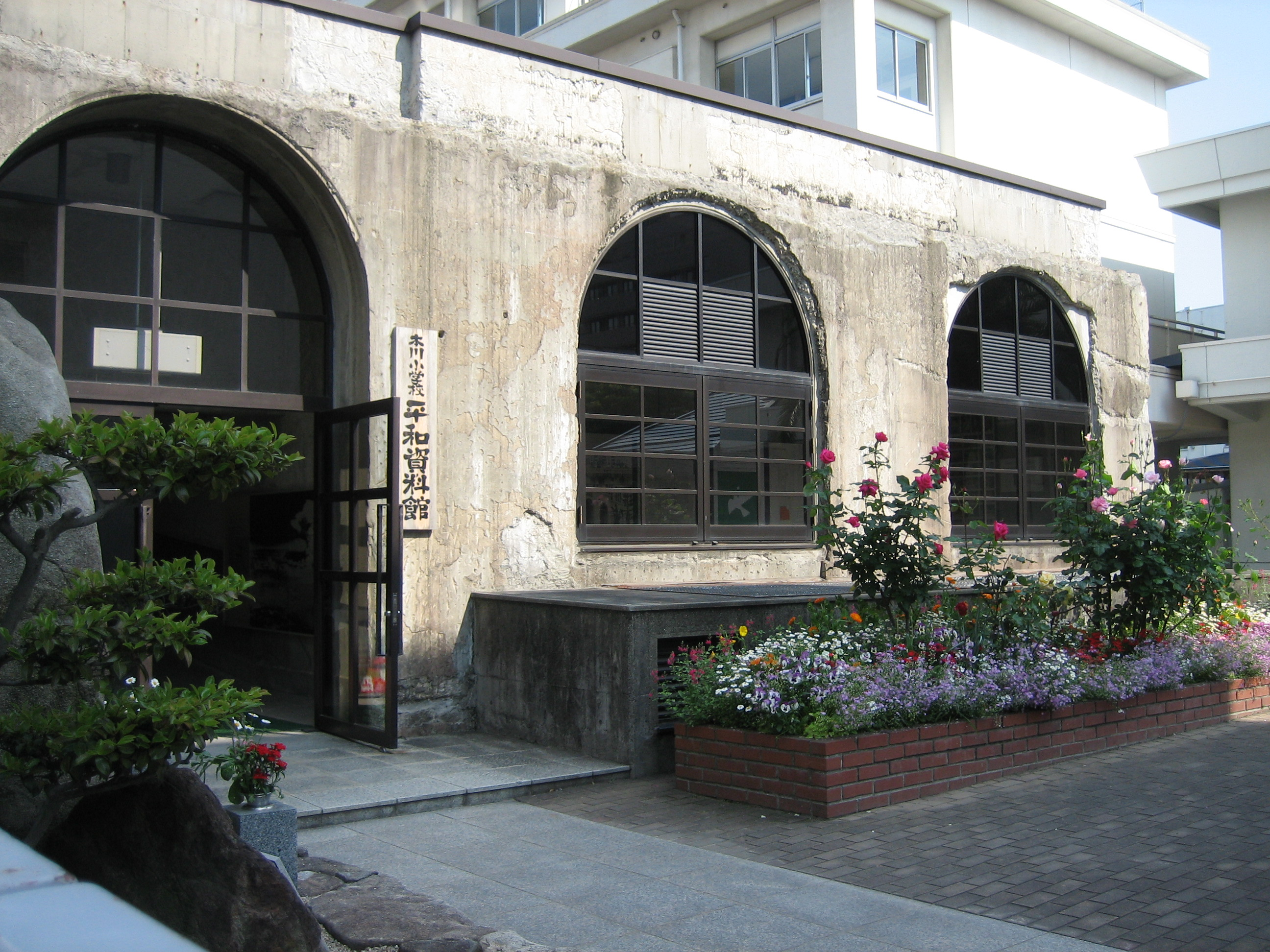
El Museo de la Paz de la Escuela Primaria Honkawa, un edificio escolar que sufrió la explosión atómica.

- Estación Hiroden Genbaku Dome-mae
- Estación Hiroden Chuden-mae
- Estación Astram Hondōri